# Glochidion societatis
Espèce
Classification phylogénétique
Glochidion societatis, également connu du synonyme Phyllanthus florencei, est une espèce de plantes à fleurs de la famille des Euphorbiaceae, ou des Phyllanthaceae selon la classification phylogénétique. Cette espèce est endémique de la Polynésie française, où sa répartition naturelle comprend les îles de Maupiti, Tahaa, Raiatea, et Huahine aux îles de la Société et Rimatara aux îles Australes.

## Synonyme
- Phyllanthus societatis Müll.Arg.
- Phyllanthus florencei W. L. Wagner & Lorence, nom. nov.